# Göksu Üçtaş
Göksu Üçtaş o Göksu Üçtaş Şanlı després de casar-se, (Şahinbey, Gaziantep, 30 d'agost de 1990) és la primera gimnasta turca a participar en uns Jocs Olímpics. Va representar Turquia als Jocs Olímpics de Londres 2012. Göksu Üçtaş va guanyar tres medalles, una d'or i altres dues de plata, a la Copa Mundial de Gimnàstica 2010 a Ostrava, i medalla de plata en salt sobre cavall als Jocs del Mediterrani de 2009 a Pescara. Va patir una lesió just abans del Jocs Olímpics de 2012 però igualment va competir a Londres.
Göksu Üçtaş és mare d'una filla, Lina.